# Liste der Bischöfe und Erzbischöfe von Acerenza
Die folgenden Personen waren Bischöfe und Erzbischöfe des Erzbistums Acerenza (Italien):

## Bischöfe
- Romanus (300–329)
- Monocollus (für 8 Jahre)
- Petrus I. (für 3 Jahre)
- Sylvius (für 5 Jahre)
- Theodosius (für 8 Jahre)
- Aloris (für 22 Jahre)
- Stephanus Primus (für 2 Jahre)
- Araldus (für 4 Jahre)
- Bertus (für 3 Jahre)
- Leo I. (für 23 Jahre)
- Lupus (für 3 Jahre)
- Evalanius (für 12 Jahre)
- Azo (für 3 Jahre)
- Asedeus (für 8 Jahre)
- Joseph (für 23 Jahre)
- Heiliger Giusto
- Leo II.
- Peter II. (833)
- Rudolf (869–874)
- Leo III. (874–904)
- Andrea (906–935)
- Johannes I. (936–972)
- Johannes II. (993–996)
- Stephan II. (996–1024)
- Stephan III. (1029–1041)
- Stephan IV. (1041–1048)
- Goderio I. (1048–1058)
- Goderio II. (1058–1059)
- Godano oder Gelardo (1059–1066)

## Erzbischöfe
- Arnald (1066–1101)
- Peter III. (1102–1142)
- Durando (1142–1151)
- Robert I. (1151–1178)
- Riccardo (1178–1184)
- Peter IV. (1184–1194)
- Peter V. (1194–1197)
- Rainaldo (1198–1199)

1203–1954 ist das Erzbistum mit dem Erzbistum Matera vereinigt; siehe Liste der Bischöfe von Matera.
- Andrea (1200–1231 und 1236–1246)
- Anselm (1252–1267)
- Lorenz (1268–1276)
- Pietro d'Archia (1277–1299)
- Gentile Orsini (1300–1303)
- Guido (oder Guglielmo) (1303–1306)
- Landolfo (oder Rudolfo) (1306–1308)
- Robert II. (1308–1334)
- Pietro VII. (1334–1343)
- Giovanni Corcello (1343–1363)
- Bartolomeo Prignano (1363–1377)
- Niccolò Acconciamuro (1377–1378)
- Giacomo di Silvestro (1379)
- Bisanzio Morelli (1380–1391)
- Pietro Giovanni de Baraballis (1392–1394)
- Stefano Goberio (1395–1402)
- Riccardo de Olibano (1402–1407)
- Niccolò Piscicello (1407–1414)
- Manfredi Aversano (1414–1444)
- Marino de Paolis (1444–1470)
- Francesco Enrico Lunguardo (1471–1482)
- Vincenzo Palmieri (1483–1518)
- Andrea Matteo Palmieri (1518–1528)
- Francesco Palmieri (1528–1530)
- Giovanni Michele Saraceno (1531–1556)
- Sigismondo Saraceno (1558–1585)
- Francesco Antonio Santorio (1586–1588)
- Francisco Avellaneda (1591–1591)
- Scipione de Tolfa (1593–1595)
- Giovanni Myra (1596–1600)
- Sedisvakanz (1600–1606)
- Giuseppe de Rossi (1606–1610)
- Giovanni Spilla, O.P. (Juan de Espila) (1611–1619)
- Fabrizio Antinori (1621–1630)
- Domenico Spinola (1631–1636)
- Simone Carafa Roccella (1638–1647)
- Giovanni Battista Spinola (1648–1665)
- Vincenzo Lanfranchi (1665–1676)
- Antonio del Rjos Colminarez (1678–1702)
- Antonio Maria Brancaccio (1703–1722)
- Giuseppe Maria Positano (1723–1729)
- Alfonso Mariconda (1730–1737)
- Giovanni Rossi (1737–1738)
- Francesco Lanfreschi (1738–1754)
- Antonio Ludovico Antinori (1754–1758)
- Serafino Filangeri (1759–1762)
- Nicola Filomarini (1763–1768)
- Carlo Parlati (1768–1774)
- Giuseppe Sparano (1775–1776)
- Francesco Zunica (1776–1796)
- Camillo Cattaneo della Volta (1797–1834)
- Antonio Di Macco (1835–1854)
- Gaetano Rossini (1855–1867)
- Pietro Giovine (1871–1879)
- Gesualdo Nicola Loschirico, O.F.M. Cap. (1880–1890)
- Francesco Maria Imparati, O.F.M. (1890–1892)
- Raffaele di Nonno, C.SS.R. (1893–1895)
- Diomede Angelo Raffaele Gennaro Falconio, O.F.M. (1895–1899)
- Raffaele Rossi (1900–1906)
- Anselmo Filippo Pecci, O.S.B. (1907–1945)
- Vincenzo Cavalla (1946–1954)

1954 wurde das Erzbistum Matera-Irsina vom Erzbistum Acerenza-Matera wieder abgetrennt.
- Domenico Picchinenna (1954–1961)
- Corrado Ursi (1961–1966) (auch Erzbischof von Neapel)
- Giuseppe Vairo (1966–1979)
- Francesco Cuccarese (1979–1987)
- Michele Scandiffio (1988–2005)
- Giovanni Ricchiuti (2005–2013)
- Francesco Sirufo (seit 2016)